# 獅蟻
是一部1997年由基斯杜化·路蘭编导的心理驚悚短片。该電影讲述了一名男子焦急地试图杀死公寓里一只类似虫子的生物的故事。诺兰在大学期间使用黑白16毫米底片创作了这部电影。这部电影得到了普遍好評。

## 劇情
故事講述一個衣衫不整的男人住在骯髒的公寓裡。他既焦慮又多疑，試圖殺死一隻在地板上亂竄的小蟲子。他發現這隻蟲子就像他自己的縮影，它的一舉一動都與他本人一模一樣。他用鞋子踩死了這隻蟲子，但隨後卻被一個更大的自己壓扁。

## 製作
《獅蟻》由基斯杜化·路蘭編劇、執導、攝影並剪輯完成。他在倫敦大學學院修讀英國文學期間撰寫了該劇本。這部三分鐘的短片於1997年以極低的預算使用黑白16毫米底片拍攝完成，僅耗費了一個週末拍攝。這種拍攝方式也被他應用於次年的首部長片《追随》，即在兩天內拍攝兩到三分鐘的片段。
短片由諾蘭與其未來的妻子兼合作夥伴艾瑪·湯瑪斯共同製作，主演則是他大學朋友杰里米·西奥伯德，後來也在《追随》中擔任主角。配樂由大衛·朱利安負責，是諾蘭在大學學生電影社團的朋友，後來也為諾蘭多部電影創作配樂。
諾蘭在《獅蟻》中探索了多重維度的概念。他在接受《每日野獸》訪問時表示：「電影對於探討悖論、遞性以及世界中的世界是非常契合的媒介。」他還提到莫里茨·艾雪和的作品對他在這方面的影響。該片被形容為一部卡夫卡風格的心理驚悚片。

## 反響
《獅蟻》普遍獲得正面評價。《獨立報》的基斯杜化·胡頓形容這部短片是「一部相對平凡的學生作品」，但認為這是一件「了不起的事情」，因為「它表明諾蘭並非在首次拿起16毫米攝影機時就已經是大師，而是通過不斷努力和學習，逐步掌握了一套令人印象深刻的電影技巧，最終使他能駕馭龐大的預算，充分實現自己的視野。」的薩米·尼卡爾斯（Sammy Nickalls）也表達了類似的看法，並補充道：「儘管這部短片肯定稱不上《星际》，但它充滿了諾蘭的風格，從他對黑白影像的偏好到抽象的畫面表達。」 《PopMatters》的何塞·索利斯（Jose Solis）將這部短片形容為「充滿趣味」，並稱它是《追随》「最有魅力的附加內容」。《間諜》的賽蒙·雷諾茲將其列為九部「令人驚嘆的」著名導演短片之一。Film School Rejects的H·佩里·霍頓（H. Perry Horton）表示，諾蘭「自《獅蟻》的第一起，就一直是最具吸引力和智慧的電影創作者之一」。《每日電訊報》認為這部短片「早早展現了基斯杜化·諾蘭構建不安敘事的才能。」